# Układ swobodny
Układ swobodny – układ dynamiczny swobodny to układ dynamiczny, na który nie oddziałują zewnętrzne wymuszenia.
Równanie stanu liniowego układu swobodnego (zwane też jednorodnym równaniem stanu) ma postać (w zapisie wektorowo-macierzowym):
{\displaystyle \mathbf {\dot {x}} (t)=\mathbf {Ax} (t).}
Brak w nim więc członu związanego z zewnętrznym wymuszeniem: {\displaystyle \mathbf {Bu} (t).}
Rozwiązanie tego równania przy zerowych warunkach początkowych jest trywialne: {\displaystyle \mathbf {x} =\mathbf {(} 0).} Natomiast przy przyjęciu warunków początkowych różnych od zera otrzymuje się tak zwane rozwiązanie swobodne (opowiadające składowej swobodnej w rozwiązaniu równań stanu dla układu poddanego wymuszeniom zewnętrznym zob. macierz przejścia).
W przypadku układu pierwszego rzędu, to znaczy przy równaniu {\displaystyle {\dot {x}}=ax;} z warunkiem początkowym {\displaystyle x(0)=x^{0}} rozwiązanie swobodne ma postać {\displaystyle x(t)=e^{at}x^{0},} co wynika z metody ogólnej rozwiązywania równań różniczkowych liniowych o stałych współczynnikach.
W przypadku układu rzędu {\displaystyle n} rozwiązanie równania {\displaystyle {\dot {\mathbf {x} }}=\mathbf {Ax} ;} z warunkiem początkowym {\displaystyle \mathbf {x} (0)=\mathbf {x} ^{0}} można zapisać analogicznie w postaci {\displaystyle \mathbf {x} (t)=e^{\mathbf {A} t}\mathbf {x} ^{0}.}